# Endopeptidaza-Clp
Endopeptidaza-Clp (EC 3.4.21.92, endopeptidaza Ti, kazeinolitička proteaza, proteaza Ti, ATP-zavisna Clp proteaza, endopeptidaza Ti, kazeinolitička proteaza, ClpP, Clp proteaza) je enzim. Ovaj enzim katalizuje sledeću hemijsku reakciju
Hidroliza proteina do malih peptida u presustvu ATP i Mg2+. Alfa-kazein je uobičajeni test supstrat. U odsustvu ATP, dolazi do hidrolize sam oligopeptida kraćih od pet ostataka (kao što je sukcinil-Leu-Tyr-NHMec; i Leu-Tyr-Leu-Tyr-Trp, u koje takođe dolazi do razlaganja -Tyr-Leu- i -Tyr-Trp veza)
Enzim iz bakterija sadrži dva tipa podjedinica, ClpP, sa peptidaznim dejstvom, i ClpA, sa ATPaznim dejstvom.

## Literatura
- Nicholas C. Price; Lewis Stevens (1999). Fundamentals of Enzymology: The Cell and Molecular Biology of Catalytic Proteins (Third изд.). USA: Oxford University Press. ISBN 019850229X.
- Eric J. Toone (2006). Advances in Enzymology and Related Areas of Molecular Biology, Protein Evolution (Volume 75 изд.). Wiley-Interscience. ISBN 0471205036.
- Branden C; Tooze J. Introduction to Protein Structure. New York, NY: Garland Publishing. ISBN 0-8153-2305-0.
- Irwin H. Segel. Enzyme Kinetics: Behavior and Analysis of Rapid Equilibrium and Steady-State Enzyme Systems (Book 44 изд.). Wiley Classics Library. ISBN 0471303097.

## Spoljašnje veze
- Endopeptidase+Clp на 